# Peter-Paul-Rubens-Statue

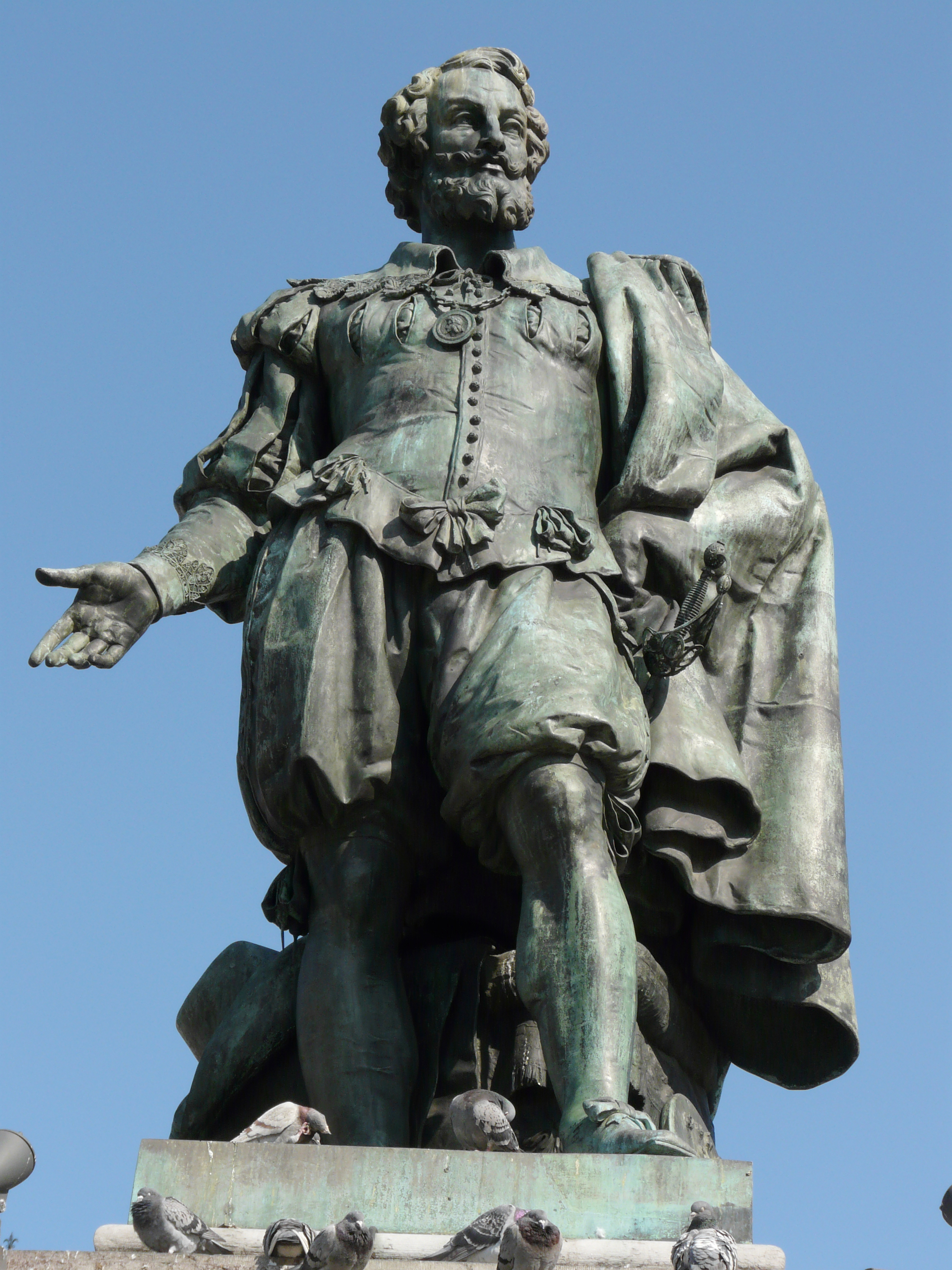
Peter-Paul-Rubens-Statue

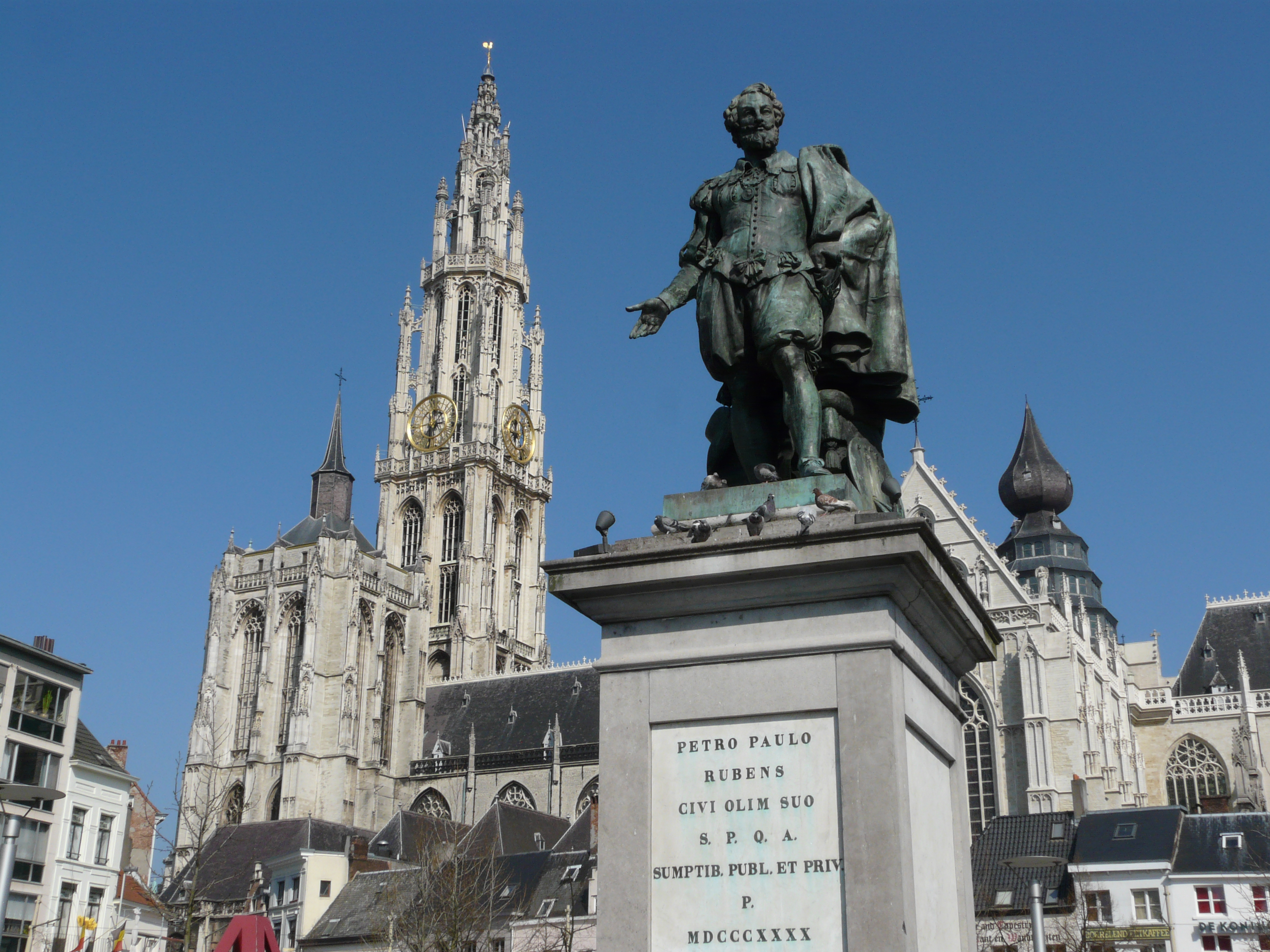
Rubens-Stutue vor der Liebfrauenkathedrale

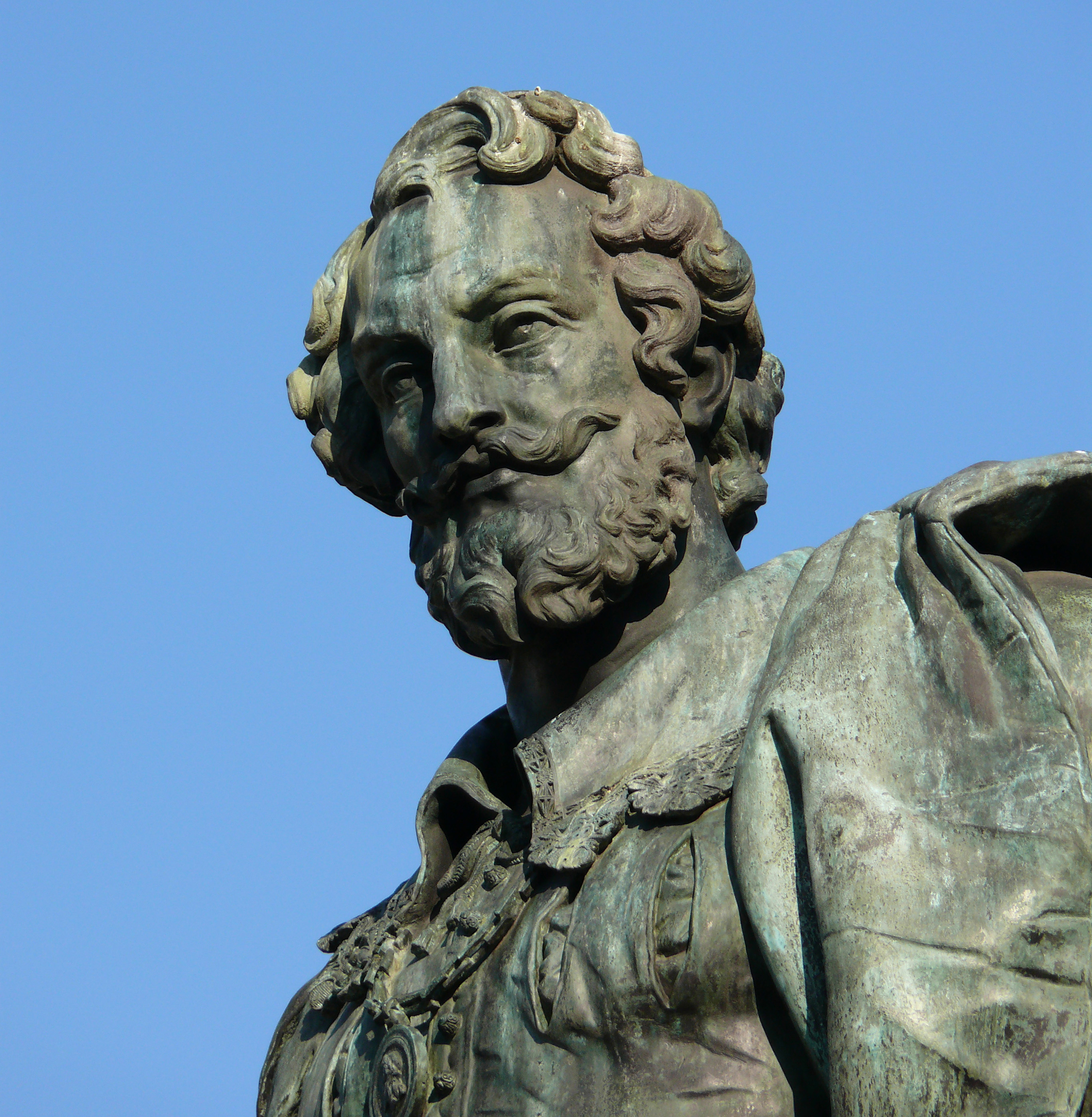
Kopf der Rubens-Statue

Die Peter-Paul-Rubens-Statue ist eine überlebensgroße, von dem Bildhauer Guillaume Geefs geschaffene Bronzefigur des flämischen Barockmalers Peter Paul Rubens (1577–1640), die sich auf dem Groenplaats vor der Liebfrauenkathedrale in Antwerpen befindet. Eine weitere Rubens-Statue befindet sich in Wien.

## Geschichte
Auf Initiative der Société de Sciences wurde ein Fonds gegründet, um zum zweihundertsten Jahrestag von Rubens Tod 1840 eine Statue in Antwerpen zu errichten. Diese wurde von dem belgischen Bildhauer Guillaume Geefs modelliert. Aufgrund von finanziellen Defiziten, die letztendlich durch die Stadt Antwerpen ausgeglichen wurden, konnte die Statue nicht rechtzeitig als Bronzestatue fertiggestellt werden. Ersatzweise wurde am 25. August 1840 eine vorläufige Statue aus Gips eingeweiht. Die vorgesehene Statue aus Bronze wurde im August 1843 in der Mitte der Groenplaats enthüllt.

## Beschreibung und Symbolik
Die überlebensgroße Bronze-Statue steht auf einem hohen Steinsockel und zeigt Rubens in eleganter, zeitgenössischer Kleidung. Der zurückgeschlagene Mantel, der Degen, eine Halskette mit Medaillon und ein eleganter, seitlich befindlicher Hut weisen Rubens als Edelmann aus. Er unterscheidet sich deutlich von Rembrandt van Rijn, dem ebenfalls bedeutenden Barockmaler, dessen von Louis Royer modelliertem Rembrandt-Standbild in Amsterdam einen bürgerlichen, volksnahen Künstler zeigt. An der Vorderseite des Rubens-Sockels ist die folgende Inschrift zu lesen:
Der Sockel wurde zunächst von einem Eisenzaun umgeben, der später wieder entfernt wurde.